# KAZUAKI
KAZUAKI（かずあき、年齢非公表）は、日本のソングライター、音楽プロデューサー、映画プロデューサー、実業家。J-POPを中心に作品提供しているが、全国の小中学校の校歌など教育音楽も手がけている。

## 概要
2006年、イベント企画・音楽制作、マネージメントを事業の柱とするプロダクション会社を設立、2008年からToshlのプロモーション、ファンクラブ運営を担っていた。その頃、バンド活動の他、ソロとしての活動を始める。2009年9月に米国No.3サングラスブランド「I ZONE NEW YORK」の日本支社「I ZONE JAPAN」とプロダクトスポンサーシップを締結する。同年10月、dna+がJ-WAVE「投稿の殿堂」の殿堂入りを果たす。アーティスト活動開始時からの芸名はKAZ。楽曲などのクレジット名はすべてKAZUAKIと表記されている。結成当時のバンド名であるDNAは2010年1月にdna+に改名され、2012年のロシアウラジオストクでのライブ後バンド活動休止、ソングライターとしての活動を開始する。バンド活動休止に伴い表舞台のパフォーマンスをしてこなかったが、自身がプロデュースするアイドルや芸能交友関係のLIVEにはドラマーとして出演することがある。2011年11月よりハリウッドアーティスト「Kary sit」のJapan agentをするなど自身の活動の他、アーティストやアイドルのマネジメントにも関わることもある。
少子化が進む日本において小中学校の再編による統廃合が進み、新たな学校が開校されることから、2017年より校歌などの教育音楽も手がけるようになる。
2019年、ニューヨークのActuality Filmsが製作する日本を舞台にした映画「Tokyo Midnight」（Robert Capria監督）をきっかけに映画プロデューサーとしてのキャリアをスタートさせた。

## 略歴
- 2008年8月　ロックバンドdna+結成
- 2010年3月　国連「世界水の日」記念イベント東京ライブ（World Water Day 2010 TOKYO Live）出演
- 2010年4月　日韓ミュージックフェスティバル in TOKYO出演[3]。
- 2012年9月　ロシア政府文化省、ウラジオストク市主催のAPEC関連イベント「ART DANCE III」出演（会場：ロシアウラジオストク市街特設野外ステージ）[4]

## 楽曲（作品）提供
- 柏木由紀
  - 「I'm not alone」（作詞・作曲・プロデュース）映画「オールドカー〜てんとう虫のプロポーズ〜」主題歌[5]
- 華原朋美
  - 「Change My Everything」（作曲・プロデュース）映画「ザギンでシースー⁉︎」主題歌[6]
- KAGURAMUSOU
  - 「Mystery Road」（作詞・作曲※マーティ・フリードマンとの共作）映画「怪奇タクシー」主題歌
- 令和華伝
  - 「百花繚乱」（作詞・作曲・プロデュース）
- SiAM&POPTUNe
  - 「brisk start」（作曲・編曲）
- ツブ★ドル：竹達彩奈/東山奈央/内田真礼/洲崎綾/石上静香/三上枝織/山本希望/大空直美/佐倉綾音/大坪由佳/咲々木瞳/豊田萌絵/優木かな/小林可奈/立花芽恵夢/長縄まりあによる声優ユニット
  - 「永遠にシンデレラメイト」（作詞・作曲・プロデュース）
  - 「Cuteen」（作詞・作曲・プロデュース ）
- つぶつぶ★DOLL
  - 「終わらない歴史の真ん中で」（作詞・作曲・プロデュース）
  - 「ハシレ！未来のボク」（作詞・作曲・プロデュース）
  - 「Amethyst」（作詞・作曲・プロデュース ）
  - 「夢のゴール地点」（作詞・作曲・プロデュース）
  - 「マジカル★パラダイス」（作詞・作曲・プロデュース ）
  - 「盆・Dance!!」（作詞・作曲・編曲・プロデュース ）
  - 「今日＜明日のファンタジー」（作詞・作曲・プロデュース ）
  - 「ハイ×3テンション」（作詞・作曲・プロデュース ）
  - 「Valkyrie starts」（作詞・作曲・プロデュース ）
  - 「Joyluck～果てしなく～」
- パラレルドリームNEO
  - 「Shining dream」（作詞・作曲・編曲）

## 教育関連
- 美祢市立美東小学校校歌（山口県）作曲
- 大阪市立桃谷中学校校歌（大阪府）作詞
- 令和学園 令和中学校校歌　作曲
- 長南町立長南小学校校歌（千葉県）作詞
- 多賀町立大滝たきのみやこども園（滋賀県）作詞

## プロデュース作品(タイアップ作品)
- 映画「ランナウェイゲーム～逃走遊戯～」応援ソング「Break me！」の作詞・作曲・プロデュース[7]
- アニメボイスCD「銀河御承知ガッテンダー 謎の深海屋敷篇・無常神篇」ラインプロデューサー※主題歌はdna+「アメジスト」[8]
- 映画「妖恋歌は一陣の風に」（特典ドラマCD）ラインプロデューサー[9]
- アニメボイスCD「銀河御承知ガッテンダー 激突！宙島篇」ラインプロデューサー※主題歌はdna+「アメジスト」[8]
- 映画「優しさと泪と」（ドラマCD版）ラインプロデューサー
- 映画「2chの呪い」（ドラマCD版）ラインプロデューサー
- 映画「MAYONAKA」劇中歌／音楽 ※アメリカ製作
- 映画「キョンシー 〜南箕輪村の反魂符〜」アソシエイトプロデューサー（出演：竹内詩乃 / 小林星蘭 / スギちゃん / 仲本工事）
- 映画「怪奇タクシー 風の夜道に気をつけろ！」企画・製作・プロデュース（出演：稲田直樹 / 水野勝 /熊田曜子 / 杉浦太陽 / 神田うの）
- 映画「ザギンでシースー!?」企画・製作・プロデュース（出演：伊藤健太郎 / 暁月ななみ / 岩城滉一 / 泉ピン子）
- 映画「オールドカー〜てんとう虫のプロポーズ〜」企画・製作・プロデュース（出演：哀川翔 / 鈴木砂羽 / 暁月ななみ / 新原泰佑 / 西岡徳馬 / 泉ピン子）※あべこうじ初監督作品

## ディスコグラフィー
- 2010年2月24日：シングル「TOKI／絆～軌跡の果てまで～」
- 2010年4月17日：シングル「Everlasting／I'm...」タイアップ：渋谷ブライダルコレクションイメージソング
- 2010年11月24日：ダウンロード配信「鼓動～切なる想いのDay dream～」タイアップ：映画「ハートビート」（監督：浅沼直也）[10]

## 使用楽器
24×18のアクリルシェルツーバス（アクリルメーカーで特注）にREMOロートタム8'10'12'14'16'18'をセット

シンバルはSABIAN、ハードウェアやペダルはすべてPearlを使用。

2010年3月に開催された国連「世界水の日」記念イベント東京ライブより使用されている。